# Conservatoire de musique de Genève

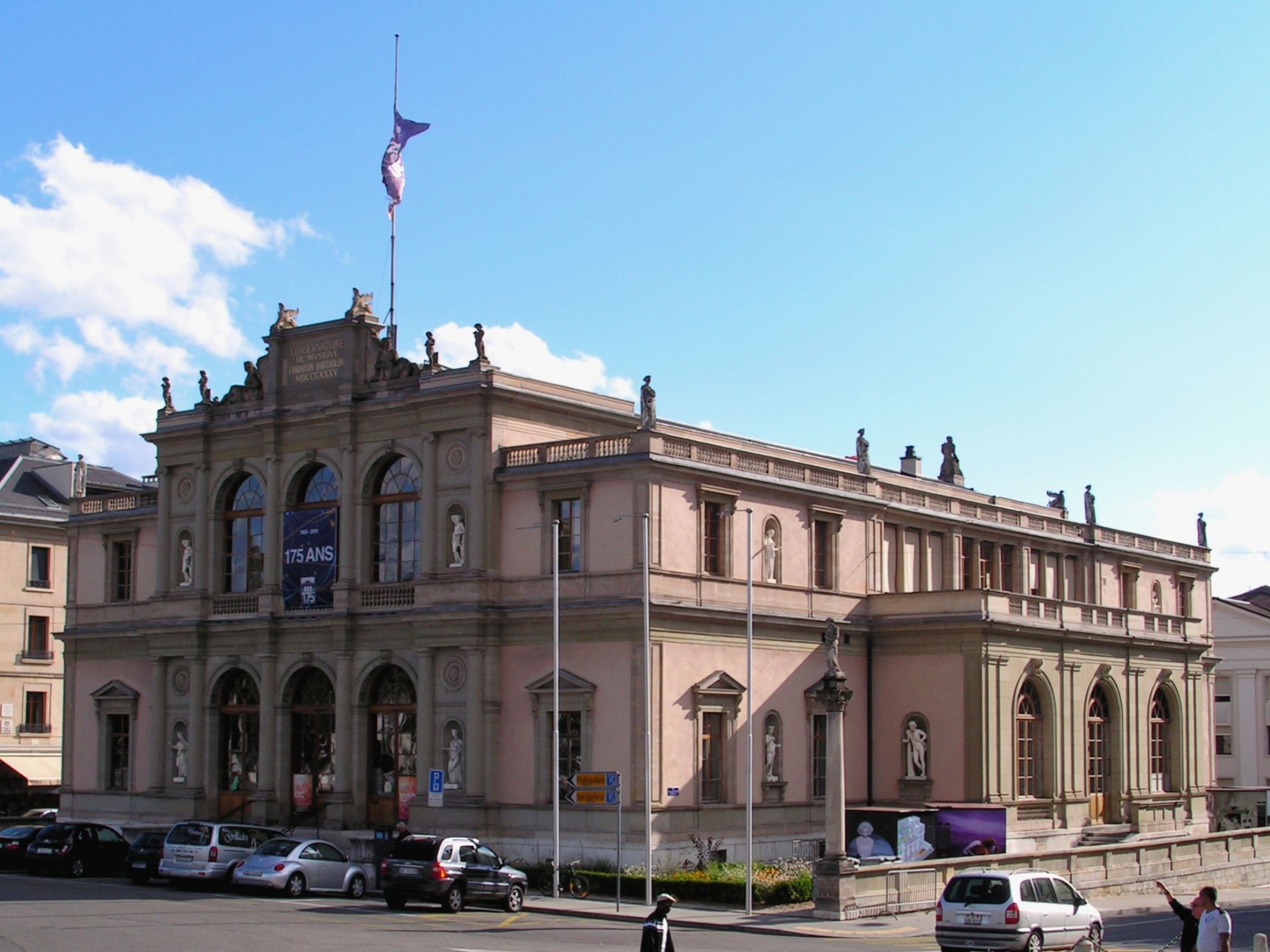
Das Konservatorium an der Place de Neuve (2011)

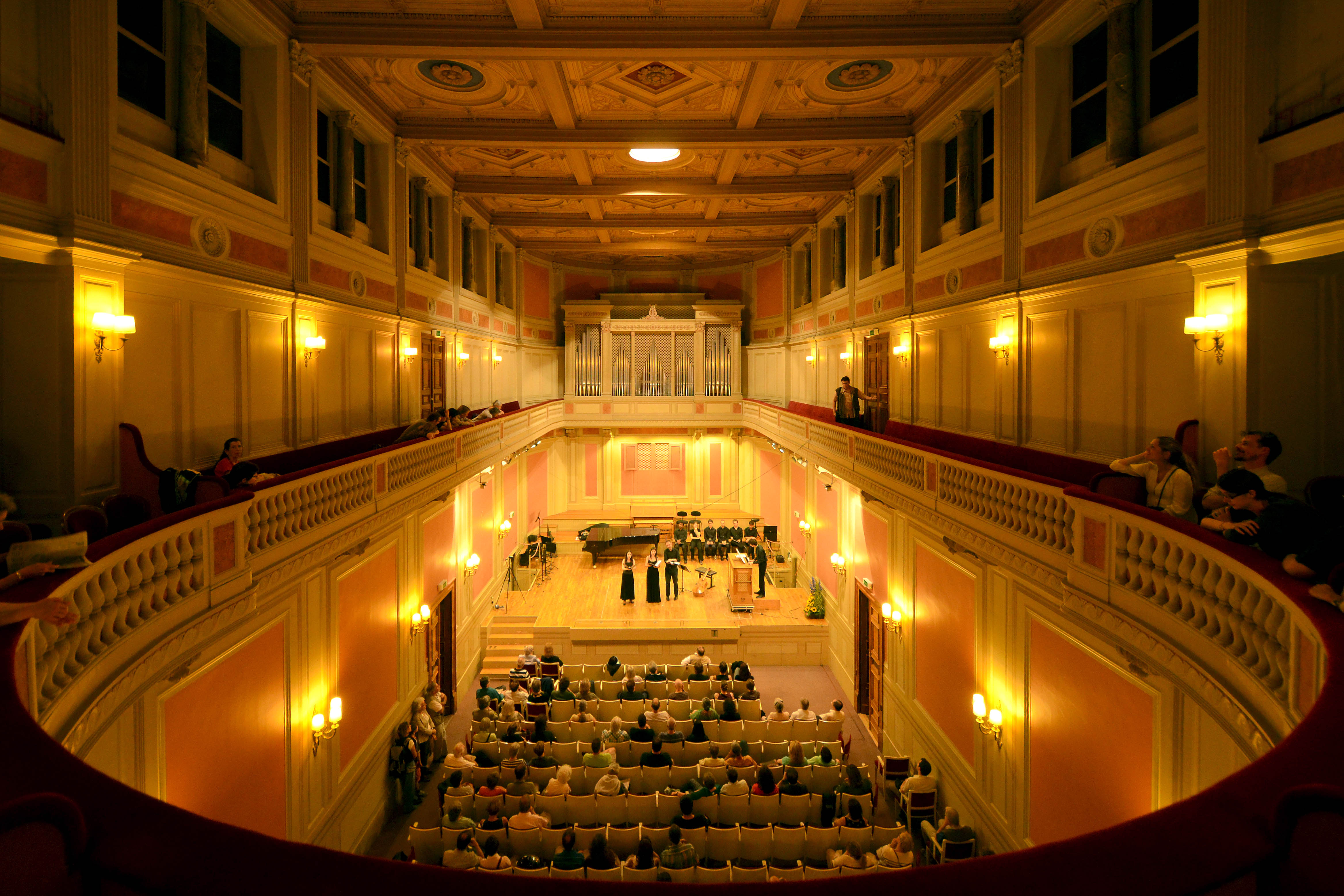
Konzertsaal mit der Orgel von Saint-Martin (2013)

Das Conservatoire de musique de Genève  ist eine Musik- und Schauspielschule in der Stadt Genf. Es ist das älteste Konservatorium der Schweiz.

## Geschichte
Die Schule wurde 1835 gegründet (als erste in der Schweiz) und von François Bartholoni finanziert. Die Zielsetzung war zunächst, den Musikgeschmack und die musikalische Praxis in Genf durch einen qualitativ hochwertigen Basisnterricht zu entwickeln. In der Gründungszeit war Franz Liszt Klavierlehrer am Konservatorium.
Das in den 1850er-Jahren erbaute Gebäude an der Place Neuve, das 1858 bezogen wurde, ist ein Kulturgut von nationaler Bedeutung, die Bibliothek ein Kulturgut regionaler Bedeutung.
Seit Beginn des 20. Jahrhunderts wurde das pädagogische Angebot um Virtuosenklassen erweitert, die bald von renommierten Lehrern geleitet wurden. Der Musikwettbewerb Concours de Genève wurde 1939 am Conservatoire de musique de Genève gegründet.
1971 wurde das Konservatorium in zwei Abteilungen organisiert, zum einen die École de Musique (die auch Schauspielklassen umfasst), zum anderen ein Conservatoire Supérieur. Letzteres wurde 2009 aus dem Conservatoire de musique de Genève ausgegliedert und als Haute école de musique de Genève in die Westschweizer Hochschule für angewandte Wissenschaften und Kunst integriert.